# أنتوني دبليو انجلاند
أنتوني دبليو انجلاند (بالإنجليزية: Anthony W. England) (و. 1942 – م) هو رائد فضاء، ومهندس، وكيميائي، وأستاذ جامعي من الولايات المتحدة الأمريكية . ولد في إنديانابوليس، إنديانا .
وهو عضو في جمعية مهندسي الكهرباء والإلكترونيات .

## ريادة الفضاء
شارك في المهمات الفضائية:
- STS-51-F.

## التعليم
تعلم في معهد ماساتشوست للتكنولوجيا